# كرة المضرب في ألعاب التضامن الإسلامي 2005
كرة المضرب في ألعاب التضامن الإسلامي 2005 أقيمت في مدينة الملك فهد الرياضية في الطائف خلال الفترة من 12 أبريل 2005 وحتى 19 أبريل 2005.

## الميداليات
| الحدث | الذهبية                                                                         | الفضية                                        | البرونزية                                                 |
| ----- | ------------------------------------------------------------------------------- | --------------------------------------------- | --------------------------------------------------------- |
| فردي  | اعصام الحق قريشي · باكستان                                                      | محمد الغريب · الكويت                          | سليمان سعودي · الجزائر                                    |
| فردي  | اعصام الحق قريشي · باكستان                                                      | محمد الغريب · الكويت                          | عقيل خان · باكستان                                        |
| زوجي  | باكستان · عقيل خان · اعصام الحق قريشي                                           | إندونيسيا · بريما سمباتياجي · سواندي          | تركيا · Haluk Akkoyun · Barış Ergüden                     |
| زوجي  | باكستان · عقيل خان · اعصام الحق قريشي                                           | إندونيسيا · بريما سمباتياجي · سواندي          | الجزائر · Abdelhak Hameurlaine · سليمان سعودي             |
| فرق   | باكستان · Wasif Cheema · عقيل خان · Nomi Qamar · اعصام الحق قريشي · Asim Shafik | الجزائر · Abdelhak Hameurlaine · سليمان سعودي | إندونيسيا · بريما سمباتياجي · سواندي · Sunu Wahyu Trijati |
| فرق   | باكستان · Wasif Cheema · عقيل خان · Nomi Qamar · اعصام الحق قريشي · Asim Shafik | الجزائر · Abdelhak Hameurlaine · سليمان سعودي | السعودية · Bader Al-Muqail · Fahad Al-Saad                |

## جدول الميداليات
*   البلد المضيف (مضيف)
| المرتبة | فريق    | ذهبية | فضية | برونزية | المجموع |
| ------- | ------- | ----- | ---- | ------- | ------- |
| 1       | PAK     | 3     | 0    | 1       | 4       |
| 2       | ALG     | 0     | 1    | 2       | 3       |
| 3       | INA     | 0     | 1    | 1       | 2       |
| 4       | KUW     | 0     | 1    | 0       | 1       |
| 5       | KSA     | 0     | 0    | 1       | 1       |
| 5       | TUR     | 0     | 0    | 1       | 1       |
| المجموع | المجموع | 3     | 3    | 6       | 12      |